# Yakuza 2
Yakuza 2 (яп. 龍が如く 2 Рю: га Готоку 2, «Подобный дракону 2») — компьютерная игра из серии Yakuza, выпущенная эксклюзивно для игровой консоли PlayStation 2. Является продолжением игры-бестселлера Yakuza. В 2012 и 2013 годах Yakuza 2 и Yakuza были переизданы в Японии на приставки PlayStation 3 и Wii U, как часть сборника Ryu ga Gotoku 1&2 HD Edition.

## Игровой процесс
Геймплей Yakuza 2 идентичен с геймплеем Yakuza. Половину действия игры происходит в Камуротё (яп. 歌舞伎町, или Камуро-Сити), специальном районе Токио Синдзюку, а другая часть игры происходит в Дотомбори (яп. 道頓堀) и Синсэкай (яп. 新世界), двух специальных районах Осаки.

## Сюжет

Главная площадь Камуротё

Игра начинается в начале 1980-х, сценой погони детектива за корейцем, совершившего убийство. Убийца оказывается приёмным отцом Кадзумы Кирю, Синтаро Кадзамой. После того как Синтаро Кадзама убегает, таинственный детектив проверяет человека, который говорит ему по-японски, что его ребёнок находится в опасности. Детективы находят комнату, где живёт корейская женщина с ребёнком. Женщина хочет совершить самоубийство вместе с ребёнком, однако, детектив успешно убеждает этого не делать.
Действие возвращается в настоящее, в котором детектив по-прежнему в страхе, из-за произошедшего.
События игры происходят через год после событий первой части. С тех пор, Клан Тодзё почти распался и находится на стадии войны против альянса Оми. Клан Тодзё просит своего бывшего лидера, Кадзуму Кирю, вернуться обратно. Кадзума Кирю и Харука Савамура живут мирной жизнью. Юкио Тэрада, бывший член клана альянса Оми, просит помощи у Кадзумы Кирю. Однако альянс Оми быстро действуют и убивают своего бывшего главу прямо на глазах Кадзумы и Харуки. Кирю едет в Осаку, чтобы найти мирное решение и решить все проблемы банд в Японии.

## Озвучивание
| Персонаж                     | Сэйю             |
| ---------------------------- | ---------------- |
| Кадзума Кирю                 | Такая Курода     |
| Горо Мадзима                 | Хидэнари Угаки   |
| Каору Саяма                  | Ю Даики          |
| Рюдзи Года                   | Масами Ивасаки   |
| Харука Савамура              | Риэ Кугимия      |
| Синтаро Кадзама/Синтаро Фума | Тэцуя Ватари     |
| Дайго Додзима                | Сатоси Токусигэ  |
| Макото Датэ                  | Кадзухиро Ямадзи |
| Дзиро Кавара                 | Сусуми Тэрадзима |
| Цутому Бэссё                 | Хидэкадзу Акай   |
| Рё Такасима                  | Хироси Тати      |

## Музыкальное сопровождение
Yakuza & Yakuza 2 Original Sound Track (яп. 龍が如く 龍が如く2 ORIGINAL SOUND TRACK Рю: га Готоку Рю: га Готоку 2 ORIGINAL SOUND TRACK) был выпущен лейбом Wave Master в Японии 25 января 2007 года. Музыка была написана Хидэнори Сёдзи, Хидэки Сакамото, Такахиро Идзутани и Норихико Хибино. 27 треков из игры Yakuza 2 находятся на втором диске.
| №   | Название                                                      | Музыка                              | Длительность |
| --- | ------------------------------------------------------------- | ----------------------------------- | ------------ |
| 1.  | «Service Games 2006»                                          | Хидэнори Сёдзи                      | 0:23         |
| 2.  | «As a man, As a brother»                                      | Хидэнори Сёдзи                      | 3:56         |
| 3.  | «双龍の嘶き»                                                  | Хидэнори Сёдзи                      | 1:02         |
| 4.  | «Emergency»                                                   | Норихико Хибино и Такахиро Идзутани | 3:01         |
| 5.  | «Push Me Under Water»                                         | Хидэнори Сёдзи                      | 3:11         |
| 6.  | «Tracker»                                                     | Хидэки Сакамото                     | 2:03         |
| 7.  | «Outlaw's Lullaby»                                            | Хидэнори Сёдзи                      | 3:20         |
| 8.  | «No Laughter»                                                 | Хидэки Сакамото                     | 2:04         |
| 9.  | «Block Head Boy»                                              | Хидэки Сакамото                     | 2:16         |
| 10. | «幽炎»                                                        | Норихико Хибино и Такахиро Идзутани | 2:19         |
| 11. | «Face To Face»                                                | Норихико Хибино и Такахиро Идзутани | 2:48         |
| 12. | «North Menace»                                                | Хидэки Сакамото                     | 2:10         |
| 13. | «West Insanity»                                               | Хидэки Сакамото                     | 2:10         |
| 14. | «Edges»                                                       | Норихико Хибино и Такахиро Идзутани | 3:51         |
| 15. | «Slyboots»                                                    | Хидэки Сакамото                     | 2:08         |
| 16. | «Evil Itself»                                                 | Хидэки Сакамото                     | 2:16         |
| 17. | «Hit & Kill»                                                  | Хидэки Сакамото                     | 3:17         |
| 18. | «The Grudge»                                                  | Норихико Хибино и Такахиро Идзутани | 3:40         |
| 19. | «Beast Itself»                                                | Хидэки Сакамото                     | 2:15         |
| 20. | «Wirepuller»                                                  | Норихико Хибино и Такахиро Идзутани | 3:21         |
| 21. | «Bad Fortune Flower»                                          | Хидэнори Сёдзи                      | 3:33         |
| 22. | «散るは刹那»                                                  | Хидэнори Сёдзи                      | 3:03         |
| 23. | «Silent Night, Holly Night ~Arrange Version~ feat. Eri Senda» | Франц Грубер                        | 4:36         |
| 24. | «神室雪月花»                                                  | Хидэнори Сёдзи                      | 1:40         |
| 25. | «Management»                                                  | Хидэки Сакамото                     | 4:31         |
| 26. | «飲ませコール»                                                | Хидэнори Сёдзи                      | 0:19         |
| 27. | «ADAM's Champagnecall»                                        | Хидэнори Сёдзи                      | 0:51         |

## Оценки и мнения
| Сводный рейтинг       | Сводный рейтинг |
| Агрегатор             | Оценка          |
| --------------------- | --------------- |
| GameRankings          | 78,36 %         |
| Metacritic            | 77/100          |
| MobyRank              | 78/100          |
| Иноязычные издания    |                 |
| Издание               | Оценка          |
| 1UP.com               | B+              |
| AllGame               | [ 9 ]           |
| Eurogamer             | 8/10            |
| Famitsu               | 38/40           |
| GameFan               | Very Good       |
| GameSpot              | 7,5/10          |
| GameSpy               | [ 14 ]          |
| GamesRadar+           | 7/10            |
| GameZone              | 8,5/10          |
| IGN                   | 8,5/10          |
| Русскоязычные издания |                 |
| Издание               | Оценка          |
| «Страна игр»          | 8/10            |

Игра получила положительные отзывы от критиков. Журнал Famitsu поставил игре 38 баллов из 40 возможных.
IGN поставил игре 8,5 баллов из 10, заявив, что сиквел не отличается от первой части серии, однако хвалил интересный сюжет. GameFan поставил игре ранг «Very Good». В 2008 году Yakuza 2 получила звание «Лучшая игра на PlayStation 2». 1UP.com критиковали Sega за огромную задержку выхода игры за пределами Японии.
Журнал Eurogamer оценил игру в 8 баллов из 10. Такую же оценку поставил российский журнал «Страна игр». Из плюсов Yakuza 2 отметили сюжет, персонажей, динамичные (но однообразные) схватки, мини-игры и графику. Однако из-за отсутствия мелочей и двухлетней задержки игры для Северной Америки и Европе критик понизил оценку.

## Продажи
Всего в Японии было продано 136 809 копий, по всему миру — 850 000. 40 000 копий было продано в Северной Америке.